# Pas de grisbi pour Ricardo
Pour les articles homonymes, voir Grisbi (homonymie).
Pour plus de détails, voir Fiche technique et Distribution.
Pas de grisbi pour Ricardo est un film français réalisé par Henri Lepage, sorti en 1957.

## Synopsis
Ricardo, un chanteur marseillais amateur est remarqué par un couple d'aigrefins qui lui font signer un faux contrat d'engagement dans un music-hall parisien, accompagné de son ami jouer d'harmonica, Ricardo se rend à Paris, mais à la suite d'une méprise sont capturés par un gang de bandits, lesquels découvrant le contrat dans les poches de on veston vont entreprendre de faire chanter le vrai directeur de folies parisiennes.

## Fiche technique
- Titre français : Pas de grisbi pour Ricardo
- Titre alternatif : Folies parisiennes[1]
- Réalisation : Henri Lepage, assisté de Jean-Gabriel Albicocco
- Scénario : Frank Ladret et Henri Lepage
- Photographie : Willy Gricha
- Montage : Nathalie Petit-Roux
- Musique : Marcel Danella
- Lyriques : Gaston Montho
- Caméra : Alex Tomatis
- Sociétés de production : Méditerranée Cinéma Productions, Société Parisienne d'Etudes Cinématographiques (Sopadec), Paris-Nice Productions
- Pays d'origine :  France
- Format : Noir et blanc
- Genre : Comédie
- Durée : 80 min
- Dates de sortie : 
  - France : 26 juin 1957

## Distribution
- Dora Doll : Brigitte
- Jean Tissier : Legorget
- Armand Bernard : le colonel en retraite
- Robert Berri : le brigadier
- André Gabriello : Bep
- Fransined : Mandrille
- Henry Laurens : Ricardo
- Henri Arius : Boudol, l'escroc
- Gamal Ramsès et Mimi Ramsès : les gangsters
- Ginette Rolland : la fiancée de Ricardo
- Ginette Petitcolin : la secrétaire
- Yva Bella la secrétaire de Legorget
- Anne Béranger l'assistante du faux impresario
- Pierrette Caillol
- Jean Combal
- Yvon Leloup
- Jean-François Martial
- Raymond Ménage
- Henri Monchein
- Jacques Strocchio